# Dettenheim
Dettenheim je općina u njemačkoj saveznoj pokrajini Baden-Württemberg, u okrugu Karlsruhe.

## Stanovništvo
Dettenheim ima 6656 stanovnika.
| Dettenheim: kretanje broja stanovnika između 1975. i 2007. |       |       |       |       |       |       |
| 1975.                                                      | 1980. | 1985. | 1990. | 1995. | 2000. | 2007. |
| 5606                                                       | 5692  | 5806  | 6017  | 6577  | 6737  | 6656  |

Dettenheim se sastoji od dva naselja: Liedolsheima i Rußheima.

## Vanjske poveznice
- Službena stranica (njem.)